# Práxedis Guerrero
Práxedis Guerrero (San Felipe, Guanajuato, 28 de agosto de 1882 – Janos, Chihuahua, 30 de dezembro de 1910) foi um operário, jornalista mexicano, membro do Partido Liberal Mexicano (PLM), combatente de investidas militares e um dos líderes da Revolução Mexicana.

## Vida
Praxédis Guerrero cresceu em uma fazenda, da qual seus pais eram donos.
Após o término do ensino secundário, começou a trabalhar como operário.
Em 1899, enviou seus primeiros artigos para as revistas El Heraldo Comercial e El Despertador.
Em 1901, Filomeno Mata o designou como correspondente do Diário del Hogar e, no mesmo ano, foi alistado como reservista, onde alcançou o posto de tenente da cavalaria.
Em 1903, começou ler revistas que faziam oposição à ditatura do presidente Porfirio Díaz, incluindo El Demófilo e El hijo del Ahuizote; bem como descobriu diversos escritores anarquistas. Após a passagem pelo exército, agiria de forma ostensiva com as armas (conforme ordens do general Bernardo Reyes), o que aconteceria especialmente em Monterrey, Nuevo León, em 2 de abril daquele ano, quando ele seria designado para a comissão de reservistas.
Em 1904, foi remanejado para os Estados Unidos, onde começou a trabalhar como operário em uma mina em Denver, Colorado.

## Obras
Em 1905, mudou-se para São Francisco, na Califórnia, onde publicou a revista Alba Roja (Red Dawn).
Em 1906, visitou Manuel Sarabia, que o convidou para participar da organização de um comitê do Partido Liberal Mexicano.
Por recomendação de Alba Roja, Guerrero trabalhou com outras produções como  Revolución (1908) e Punto Rojo (1909), que chegaria a tiragem semanal de 10 mil cópias em El Paso, Texas, e foi a voz que clamava para diversos golpes.
Em também contribuiu para a Regeneración, publicada pelos irmãos Flores Magón. Em setembro de 1910, a revista publicaria três episódios revolucionários ocorridos em 1908, na qual Guerrero descreveria os ataques do PLM em Las Vacas (atualmente Ciudad Acuña, Coahuila), Viesca, Coahuila, e Puerto Palomas, Chihuahua, pretendendo uma revolução social em todo o México.
A oposição libertária ao regime de Diaz culminou na declaração da abertura de uma rebelião em 20 de novembro de 1910, por ordem de Francisco I. Madero conforme previsto no Plano de San Luis.
Guerrero, que havia sido designado como chefe operacional do Exército Liberal do México, decidiu reforçar as forças armadas em El Paso, Texas, e ser um líder na fronteira com total desaprovação do comitê do PLM, que o queria com dedicação exclusiva às reportagens e escritos revolucionários.
Em 22 de dezembro, 30 revolucionários liderados por Guerrero entram no México pela Ciudad Juárez, Chihuahua, atacaram uma fazenda, sequestraram um trem e avançaram sobre o sul, destruindo as pontes da estrada de ferro por onde passaram. Na Estación Guzmán, Chihuahua, ele teve a adesão de outros 20 revoltosos; lá, em 25 de dezembro, eles se separaram em dois grupos, sendo o primeiro e maior liderado por Guerrero  e outro por Prisciliano Silva.
Guerrero toma a cidade de Corralitos em 27 de dezembro pede a rendição de Casas Grandes. Na noite de 29 de dezembro, lidera as forças de ataque a Janos e, na manhã seguinte, a praça é tomada pelos rebeldes, quando Guerrero morre em circunstâncias obscuras.
Existem, ao menos, três versões para explicar sua morte. Ethel Duffy Turner afirma ter sido em decorrência de um tiro acidental de um companheiro que o confundiu com um espião. Martínez Nuñez defende que Guerrero recebeu um tiro no olho direito, quando havia subido em um telhado para confrontar os soldados. Enrique Flores Magón sustenta que Práxedis expunha os ideais do PLM quando caiu morto após um tiro frontal.